# Spokojna ulica
Spokojna ulica (ang. Easy Street) − amerykański film niemy z 1917 roku, w reżyserii Charliego Chaplina. 
Charlie gra drobnego złodzieja, który swój łup rozdaje biednym. Następnie wstępuje do policji by walczyć z przestępczością na ulicach. 

## Główne role
- Charlie Chaplin – drobny złodziejaszek
- Edna Purviance – pracownica misji
- Eric Campbell – Bully
- Charlotte Mineau